# Shaquill Griffin
Pour les articles homonymes, voir Griffin.
(en) Statistiques sur pro-football-reference
Shaquill Griffin, né le 20 juillet 1995 à St. Petersburg, est un joueur américain de football américain qui évolue au poste de cornerback. Il joue avec la franchise des Jaguars de Jacksonville dans la National Football League (NFL).

## Biographie

### Carrière professionnelle
Il est repêché au troisième tour, 90e rang au total, par les Seahawks de Seattle lors de la draft 2017 de la NFL.
Le 17 mars 2021, il signe un contrat de 3 ans et d'un montant de 44,5 millions de dollars avec les Jaguars de Jacksonville.